# Konsulat RP w Koszycach

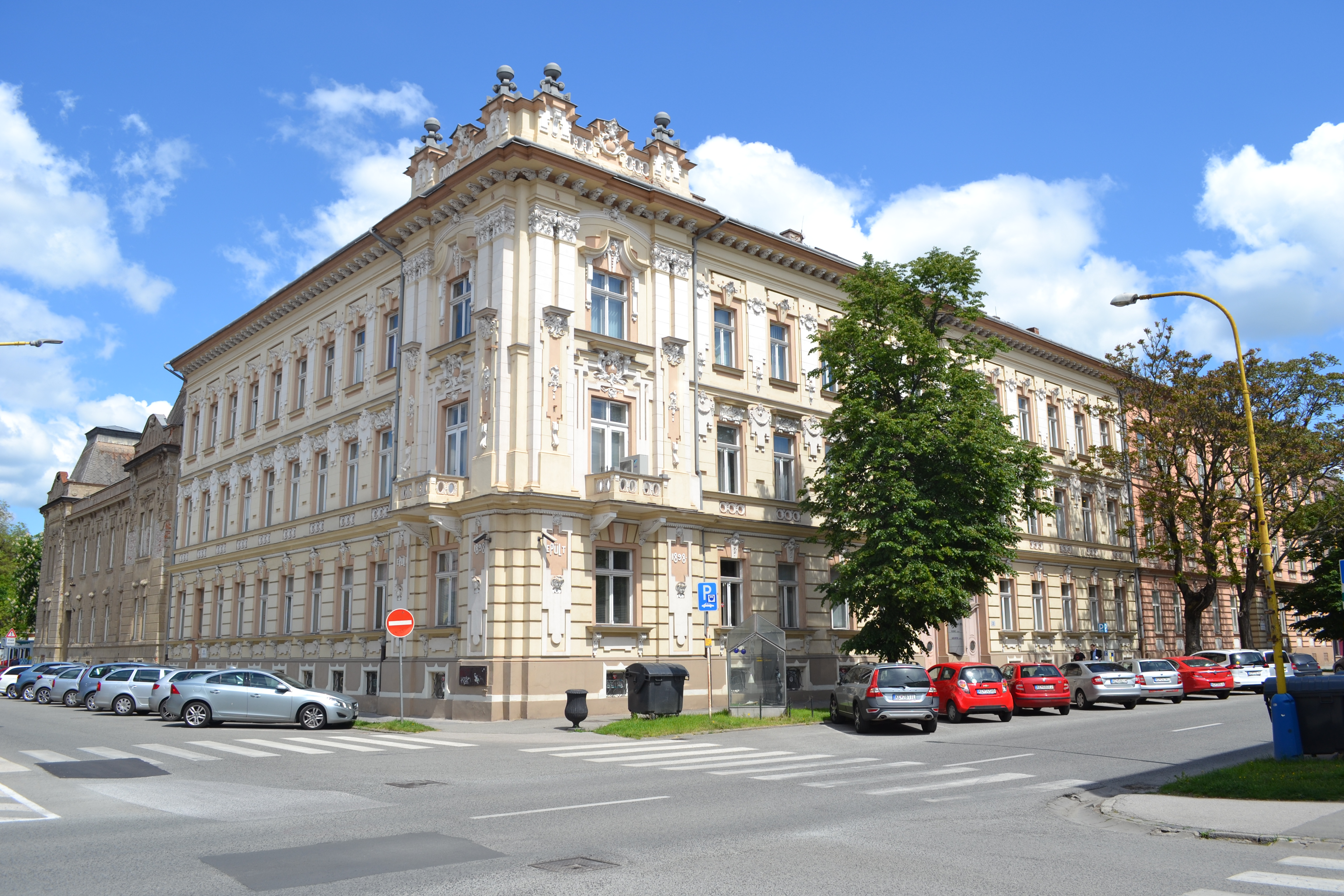
b. siedziba Konsulatu RP w Koszycach przy ul. Tordassycho 3, ob. Bačikova (1922–1925)

Konsulat RP w Koszycach (słow. Konzulát Poľskej republiky v Košiciach) – niefunkcjonujący obecnie polski urząd konsularny w Koszycach, w ówczesnej Czechosłowacji.

## Historia
Początki działalności pierwszego urzędu polskiego (placówki, delegacji, komisji) w Koszycach sięgają 1918, który za główne zadanie miał sprowadzanie do kraju jednostek wojskowych, przekształconego w oficjalnie powołany wicekonsulat (1922–1925). Następnie obniżono mu rangę – była to agencja konsularna (1925–1928), ponownie przekształcając go w wicekonsulat (1928–1931) i przenosząc do Użhorodu.

## Kierownicy konsulatu
- 1921–1922 – Jerzy Lechowski, wicekonsul[1]
- 1922–1925 – dr Adam Roman Staniewicz, wicekonsul/konsul
- 1925–1928 – dr Zygmunt Zawadowski, attache kons.
- 1928–1931 – inż. Henryk Wielowiejski, attache kons./wicekonsul

## Siedziba
Początkowo konsulat mieścił się w budynku mieszkalnym z 1898 na Tordassycho 3, ob. Bačikova (1922–1925), następnie w budynku mieszkalnym/pałacu Tosta z 1912 (proj. György Dénes) przy ul. Rakoczego 16, ob. Moyzesova (1925–1930); w latach powojennych lokalna siedziba Towarzystwa Przyjaźni Czechosłowacko-Radzieckiej (Zväz česko-slovensko-sovietskeho priateľstva), określana domem ČSSP.